# Quasicibicides
Quasicibicides es un género de foraminífero bentónico de la subfamilia Cibicidinae, de la familia Cibicididae, de la superfamilia Planorbulinoidea, del suborden Rotaliina y del orden Rotaliida. Su especie tipo es Quasicibicides anderseni. Su rango cronoestratigráfico abarca desde el Santoniense hasta el Campaniense (Cretácico superior).

## Clasificación
Quasicibicides incluye a la siguiente especie:
- Quasicibicides anderseni